# Combermere
Combermere est un village situé le long de la rivière Madawaska, dans le sud-est de l'Ontario, au Canada. Il est situé dans la municipalité de Madawaska Valley (en) en Ontario, au Canada. Il porte le nom de Sir Stapleton Cotton, vicomte Combermere (1773-1865).
Le belvédère du naufrage du vapeur canadien Mayflower (en) est situé à Combermere ; il offre aux touristes une vue imprenable sur le lac où le Mayflower a coulé dans la nuit du 12 novembre 1912.

## Habitants célèbres
- John Wesley Dafoe : fondateur du Winnipeg Free Press
- Catherine Doherty : fondatrice de plusieurs "Maisons d'amitié" et de la "Maison de la Vierge apostolique" à Combermere.
- Révérend Edward Doherty : journaliste américain, cofondateur de l′Apostolate Madonna House.
- Eric Schweig : acteur, artisan et travailleur social inuit.